# Europawahl in Griechenland 2019
- KKE: 2
- SYRIZA: 6
- KINAL: 2
- ND: 8
- EL: 1
- XA: 2

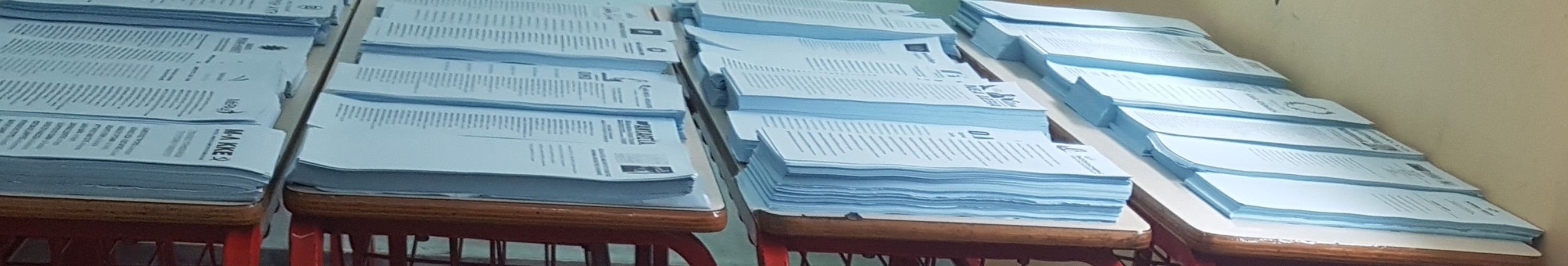
Stimmzettel, Europawahl 2019 in Griechenland

Die Europawahl 2019 in Griechenland fand am Sonntag, den 26. Mai 2019 im Zuge der EU-weit stattfindenden Europawahl 2019 statt.
In Griechenland wurden, wie 2014, 21 Mandate im Europäischen Parlament vergeben. Es bestand Wahlpflicht.

## Wahlsystem
Gewählt wurde nach Verhältniswahl mit landesweiten Wahllisten. Es galt eine 3-Prozent-Sperrklausel.

## Ausgangslage und Parteien
| Nationale Partei                                      | Europäische Partei | Nationale Abgeordnete | Europäische Mandate | Europäische Fraktion |
| ----------------------------------------------------- | ------------------ | --------------------- | ------------------- | -------------------- |
| SYRIZA – Enotiko Kinoniko Metopo                      | EL                 | 145                   | 4                   | GUE/NGL              |
| Nea Dimokratia (ND)                                   | EVP                | 077                   | 5                   | EVP                  |
| Kinima Allagis (KA)                                   | SPE                | 020                   | 2                   | S&D                  |
| Kommunistische Partei Griechenlands (KKE)             | INITIATIVE         | 015                   | 2                   | fraktionslos         |
| Chrysi Avgi (XA)                                      | –                  | 015                   | 2                   | fraktionslos         |
| To Potami                                             | –                  | 006                   | 2                   | S&D                  |
| Anexartiti Ellines (ANEL)                             | –                  | 007                   | –                   | –                    |
| Enosi Kendroon (EK)                                   | EDP                | 006                   | –                   | (ALDE)               |
| Patriotische Radikale Union (PAT.RI.E)                | AENM               | –                     | 1                   | fraktionslos         |
| Laiki Enotita (LAE)                                   | –                  | –                     | 1                   | GUE/NGL              |
| Metopo Evropaikis Realistikis Anypakois 2025 (MeRA25) | DiEM25             | –                     | 1                   | GUE/NGL              |
| Ellada – O allos Dromos                               | –                  | –                     | 1                   | EKR                  |

Im Griechischen Parlament sind weiterhin neun unabhängige Abgeordnete vertreten.

### Verlauf

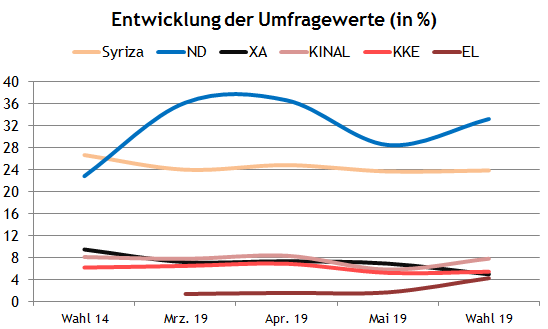
Verlauf der Umfragen von der Wahl 2014 bis zur Wahl 2019

## Umfragen

### Letzte Umfragen vor der Wahl
| Datum           | Institut        | SYRIZA | ND    | XA   | Potami | KKE  | ANEL | KINAL | Sonstige |
| --------------- | --------------- | ------ | ----- | ---- | ------ | ---- | ---- | ----- | -------- |
| 20.05.2019      | Zougla.gr       | 23,0   | 26,7  | 9,7  | 1,2    | 5,0  | 1,6  | 5,2   | 27,6     |
| 19.05.2019      | Alco            | 20,8   | 26,4  | 5,0  | 1,7    | 4,4  | 1,4  | 5,0   | 35,3     |
| 19.05.2019      | Newpost         | 23,3   | 28,2  | 6,7  | 1,2    | 5,7  | 0,4  | 6,5   | 28       |
| 08.05.2019      | Vox-Pop         | 28,0   | 30,0  | 6,5  | 1,0    | 4,5  | 0,4  | 5,5   | 24,1     |
| 08.05.2019      | MRB             | 22,8   | 30,2  | 6,2  | 2,1    | 6,1  | 1,0  | 6,5   | 25,1     |
| 20.04.2019      | Pulse           | 25,0   | 35,5  | 8,5  | 1,5    | 6,5  | 1,5  | 8,5   | 13,0     |
| 17.04.2019      | Interview       | 22,7   | 36,4  | 7,2  | 1,4    | 7,0  | 1,3  | 7,9   | 16,1     |
| 17.04.2019      | Metron Analysis | 25,6   | 35,0  | 5,9  | 1,2    | 7,5  | 1,3  | 8,5   | 15,0     |
| 03.04.2019      | MRB             | 25,6   | 36,5  | 7,5  | 2,1    | 6,7  | –    | 7,5   | 14,1     |
| 01.04.2019      | Marc            | 24,8   | 39,2  | 7,2  | 1,5    | 6,3  | –    | 8,9   | 12,1     |
| 20.03.2019      | Metron Analysis | 23,9   | 36,1  | 7,1  | 2,0    | 6,4  | –    | 7,7   | 16,8     |
| Europawahl 2014 | Europawahl 2014 | 26,57  | 22,72 | 9,39 | 6,60   | 6,11 | 3,46 | 8,02  | 17,13    |

## Ergebnis
| Listen                   | Listen                                                 | Stimmen    | %    | +/-   | Mandate | +/- |
| ------------------------ | ------------------------------------------------------ | ---------- | ---- | ----- | ------- | --- |
|                          | Nea Dimokratia (ND)                                    | 1.873.137  | 33,1 | +10,4 | 8       | +3  |
|                          | Synaspismos Rizospastikis Aristeras (SYRIZA)           | 1.343.595  | 23,8 | −2,8  | 6       | ±0  |
|                          | Kinima Allagis (KINAL)                                 | 436.726    | 7,7  | –0,3  | 2       | ±0  |
|                          | Kommunistische Partei Griechenlands (KKE)              | 302.603    | 5,4  | −0,8  | 2       | ±0  |
|                          | Chrysi Avgi (XA)                                       | 275.734    | 4,9  | −4,5  | 2       | –1  |
|                          | Elliniki Lysi (EL)                                     | 236.347    | 4,2  | Neu   | 1       | Neu |
|                          | Metopo Evropaikis Realistikis Anypakois 2025 (MeRA25)  | 169.635    | 3,0  | Neu   | –       | Neu |
|                          | Plefsi Eleftherias                                     | 90.927     | 1,6  | Neu   | –       | Neu |
|                          | To Potami (Potami)                                     | 85.934     | 1,5  | −5,1  | –       | –2  |
|                          | Enosi Kendroon (EK)                                    | 82.084     | 1,5  | +0,8  | –       | ±0  |
|                          | Ellada – O allos Dromos                                | 70.347     | 1,2  | Neu   | –       | Neu |
|                          | Laikos Orthodoxos Synagermos (LAOS)                    | 69.779     | 1,2  | −1,5  | –       | ±0  |
|                          | Polites tou Ilias Psinakis                             | 51.398     | 0,9  | Neu   | –       | Neu |
|                          | Ikologi Prasini                                        | 49.418     | 0,9  | N/A   | –       | N/A |
|                          | Anexartiti Ellines                                     | 45.148     | 0,8  | –2,7  | –       | –1  |
|                          | Eleftheri Patrida                                      | 41.269     | 0,7  | Neu   | –       | Neu |
|                          | Komma Isotitas, Irinis ke Filias                       | 40.211     | 0,7  | N/A   | –       | N/A |
|                          | Dimiourgia, xana!                                      | 39.217     | 0,7  | –0,2  | –       | ±0  |
|                          | Nea Dexia                                              | 37.540     | 0,7  | Neu   | –       | Neu |
|                          | Antikapitalistiki Aristeri Synergasia gia tin Anatropi | 36.361     | 0,6  | –0,1  | –       | ±0  |
|                          | Agrotiko Ktinotrofiko Komma Elladas                    | 32.014     | 0,6  | ±0,0  | –       | ±0  |
|                          | Laiki Enotita – Piratenpartei Griechenlands            | 31.648     | 0,6  | N/A   | –       | N/A |
|                          | Ellinon Synelefsis                                     | 29.509     | 0,5  | Neu   | –       | Neu |
|                          | Prasini – Allilengyi                                   | 25.245     | 0,4  | –     | –       | –   |
|                          | Sonstige < 25.000 Stimmen                              | 160.293    | 2,8  | –     | –       | –   |
| Gesamt                   | Gesamt                                                 | 5.656.119  | 100  |       | 21      | –   |
|                          |                                                        |            |      |       |         |     |
| Ungültige Stimmen        | Ungültige Stimmen                                      | 264.236    | 4,5  | +0,7  |         |     |
| Wähler                   | Wähler                                                 | 5.920.355  | 58,7 | –0,6  |         |     |
| Wahlberechtigte          | Wahlberechtigte                                        | 10.088.325 |      |       |         |     |
|                          |                                                        |            |      |       |         |     |
| Quelle: Innenministerium |                                                        |            |      |       |         |     |

## Fraktionen im Europäischen Parlament

### Nach Parteien
| Liste/Partei                   | Liste/Partei                        | Liste/Partei                        | Liste/Partei                        | Mandate | Fraktion |
| ------------------------------ | ----------------------------------- | ----------------------------------- | ----------------------------------- | ------- | -------- |
|                                | Nea Dimokratia                      | Nea Dimokratia                      | Nea Dimokratia                      | 8 / 21  | EVP      |
|                                | Synaspismos Rizospastikis Aristeras | Synaspismos Rizospastikis Aristeras | Synaspismos Rizospastikis Aristeras | 6 / 21  | GUE/NGL  |
|                                | Kinima Allagis                      |                                     | Panellinio Sosialistiko Kinima      | 2 / 21  | S&D      |
|                                | Kommunistische Partei Griechenlands | Kommunistische Partei Griechenlands | Kommunistische Partei Griechenlands | 2 / 21  | NI       |
|                                | Chrysi Avgi                         | Chrysi Avgi                         | Chrysi Avgi                         | 2 / 21  | NI       |
|                                | Elliniki Lysi                       | Elliniki Lysi                       | Elliniki Lysi                       | 1 / 21  | EKR      |
|                                |                                     |                                     |                                     |         |          |
| Quelle: Europäisches Parlament |                                     |                                     |                                     |         |          |

### Nach Kraktionen
| Partei | Partei                                                     | Sitze  | Sitze | Sitze   |
| Partei | Partei                                                     | Anzahl | +/−   | %       |
| ------ | ---------------------------------------------------------- | ------ | ----- | ------- |
|        | Europäische Volkspartei (EVP)                              | 8      | +3    | 38,10 % |
|        | Vereinte Europäische Linke/Nordische Grüne Linke (GUE/NGL) | 6      | ±0    | 28,57 % |
|        | Progressive Allianz der Sozialdemokraten (S&D)             | 2      | −2    | 9,52 %  |
|        | Europäische Konservative und Reformer (EKR)                | 1      | ±0    | 4,76 %  |
|        | Die Grünen/Europäische Freie Allianz (Grüne/EFA)           | 0      | ±0    | —       |
|        | Renew Europe (RE)                                          | 0      | ±0    | —       |
|        | Identität und Demokratie (ID)                              | 0      | neu   | —       |
|        | fraktionslos                                               | 4      | −1    | 19,05 % |
| Gesamt | Gesamt                                                     | 21     | —     | 100,0   |